# ラ・ジュンバ
ラ・ジュンバ(La yumba)とは、オスバルド・プグリエーセ作曲のタンゴ。

## 概要
1946年の作品。アクセントがあるリズムが、「ジュンバ，ジュンバ」と聞こえてしまうことから、この名前がついた。独特なリズムと、長調短調から外れるような歌にできないようなメロディーが、このタンゴの個性である。歌詞はついていない。
オスバルド・プグリエーセ楽団のレコード録音に人気があるが、レオポルド・フェデリコ楽団その他の楽団にも録音がある。また、タンゴダンスの曲に使われることも多い。
YouTubeにも、いくらかアップロードされている。